# Mieczysław Kaczor
Mieczysław Kaczor (ur. 27 czerwca 1909 w Obojni, zm. 19 lipca 1994) – polski technik ekonomista i działacz komunistyczny, poseł na Sejm PRL V i VI kadencji.

## Życiorys
Syn Michała. W latach 30. był członkiem Komunistycznej Partii Polski. Ukończywszy w 1937 kurs techniczny spawania metali, podjął pracę jako spawacz. Podczas niemieckiej okupacji pracował fizycznie w cukrowni w Przeworsku. Wstąpił do Polskiej Partii Robotniczej, gdzie pełnił funkcję sekretarza podokręgu przeworskiego, a potem był członkiem okręgu rzeszowskiego. Na terenie rzeszowskim był działaczem Armii Ludowej. W latach 1944–1946 pełnił funkcję I sekretarza Komitetu Powiatowego PPR w Przeworsku. W 1948, w wyniku połączenia PPR z Polską Partią Sochalistyczną, znalazł się w szeregach Polskiej Zjednoczonej Partii Robotniczej. W marcu 1949 został I sekretarzem jej KP w Sanoku. Ukończywszy kurs dla funkcjonariuszy administracji lokalnej, objął stanowisko starosty powiatu sanockiego. W latach 1950–1969 był zastępcą przewodniczącego prezydium Wojewódzkiej Rady Narodowej w Rzeszowie.
Podczas kariery zawodowej ukończył technikum ekonomiczne. Był działaczem licznych organizacji społecznych. Zasiadał w prezydium Wojewódzkiego Komitetu Frontu Jedności Narodu. W 1969 i 1972 uzyskiwał mandat posła na Sejm PRL w okręgu Jarosław. Przez dwie kadencje zasiadał w Komisji Kultury i Sztuki. Ponadto w trakcie V kadencji zasiadał w Komisji Oświaty i Nauki, a w trakcie VI kadencji zasiadał w Komisji Pracy i Spraw Socjalnych oraz w Komisji Zdrowia i Kultury Fizycznej.
3 marca 1974 został wybrany na prezesa zarządu okręgu w Rzeszowie Związku Bojowników o Wolność i Demokrację.

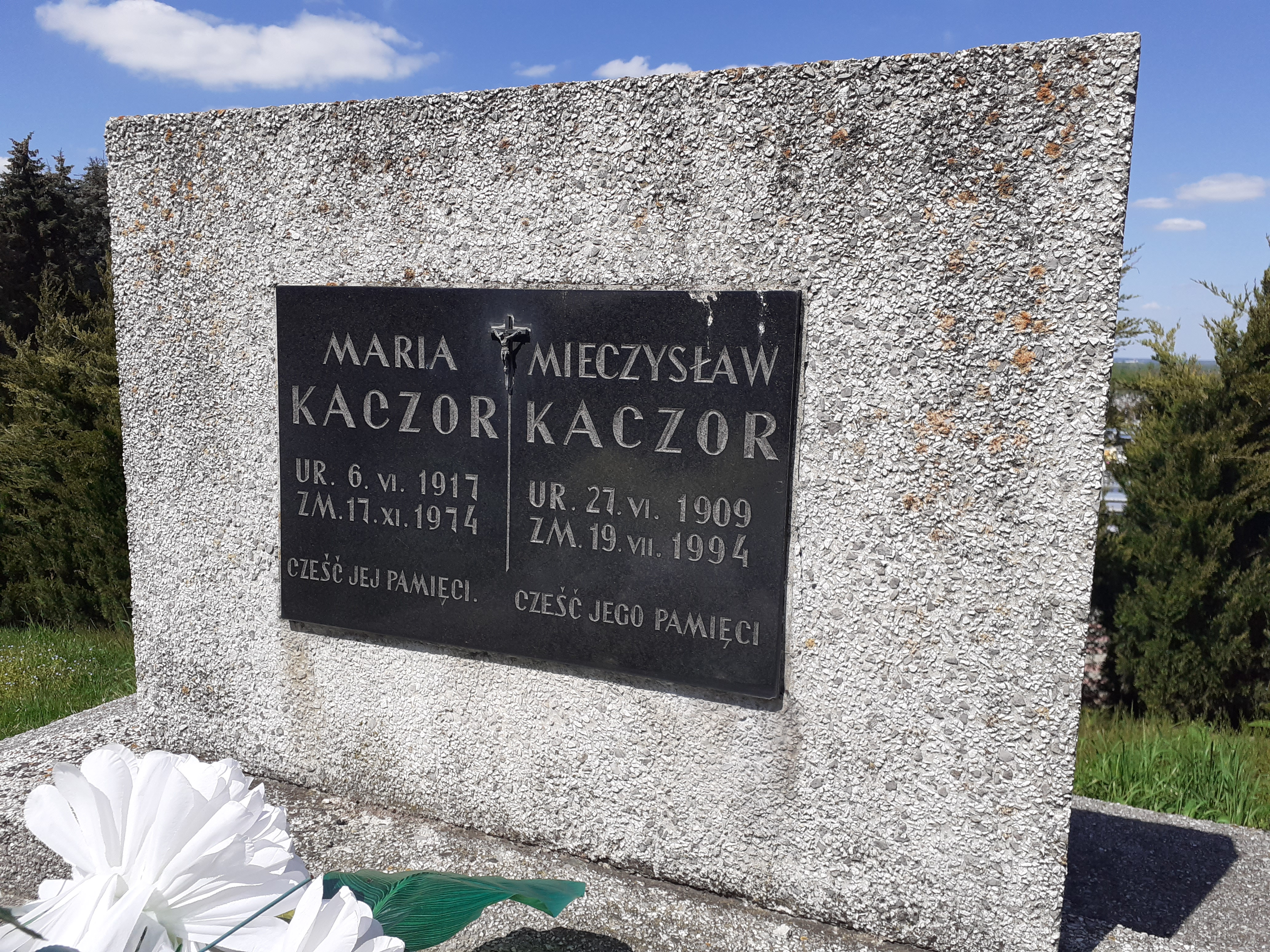
Nagrobek Marii i Mieczysława Kaczorów

Pochowany wraz z żoną Marią (1917–1974) na cmentarzu Wilkowyja w Rzeszowie.

## Odznaczenia
- Order Sztandaru Pracy II klasy
- Krzyż Komandorski Orderu Odrodzenia Polski
- Złoty Krzyż Zasługi (1954)[3]
- Medal 10-lecia Polski Ludowej (1954)[4]
- Medal 40-lecia Polski Ludowej (1984)[5]
- Krzyż Partyzancki
- Wpis do „Księgi zasłużonych dla województwa rzeszowskiego” (1974)[6]